# Пурђесимо (Удине)
Пурђесимо је насеље у Италији у округу Удине, региону Фурланија-Јулијска крајина.
Према процени из 2011. у насељу је живело 252 становника. Насеље се налази на надморској висини од 233 м.